# 張維新 (弘治進士)
張維新（1462年—？），字崇德，騰驤右衛軍籍，陝西平涼府華亭縣人，明朝政治人物。

## 生平
弘治十一年（1498年）戊午科順天鄉試舉人，十二年（1499年）己未科進士。授禮科給事中，十八年（1505年）十月升禮科右給事中，正德元年（1506年）出為衢州府知府，九年（1514年）正月考察以不謹冠帶閒住。

## 家族
曾祖張酣仁；祖父張二公；父張福海，母王氏。具慶下。弟張維藩。